# Edmund Kraiński
Edmund Kraiński, uváděn též jako Edward Kraiński (10. nebo 13. listopadu 1804 Leszczowate – 13. září 1887 Leszczowate), byl rakouský politik polské národnosti z Haliče, během revolučního roku 1848 poslanec Říšského sněmu.

## Biografie
Byl šlechtického původu. Působil jako politický a hospodářský činitel. Byl synem Romana Cyriaka Kraińského. Vystudoval v letech 1816–1823 vojenskou inženýrskou akademii. V období let 1823–1828 působil jako poručík jednotky vojenských inženýrů. Potom hospodařil na svém statku. Byl veteránem polského listopadového povstání z roku 1830. Bylo mu uděleno vyznamenání Virtuti Militari. Během povstání se podílel na ženijních pracích. Zasloužil se o budování barikád ve Varšavě a mostů přes Vislu. Byl autorem národohospodářských studií. Spoluzakládal Towarzystwo Kredytowe Ziemskie w Galicji. Roku 1849 se uvádí jako Edmund Krainsky, statkář v obci Leszczowate.
Během revolučního roku 1848 se zapojil do veřejného dění. Ve volbách roku 1848 byl zvolen i na ústavodárný Říšský sněm. Zastupoval volební obvod Dobromyl. Tehdy se uváděl coby statkář. Náležel ke sněmovní pravici.
Zemřel v září 1887.